# Luxemburg op de Olympische Winterspelen 2022
Luxemburg was een van de deelnemende landen aan de Olympische Winterspelen 2022 in Peking, China.

## Deelnemers en resultaten

### Alpineskiën
Maximaal vier deelnemers per onderdeel
Mannen
| Naam          | Onderdeel    | 1e run  | 1e run | 2e run         | 2e run         | Totaal         | Totaal         |
| Naam          | Onderdeel    | Tijd    | Rang   | Tijd           | Rang           | Tijd           | Rang           |
| ------------- | ------------ | ------- | ------ | -------------- | -------------- | -------------- | -------------- |
| Matthieu Osch | Reuzenslalom | 1:10,60 | 34     | 1:15,94        | 28             | 2:26,54        | 28             |
| Matthieu Osch | Slalom       | DNF     | DNF    | niet geplaatst | niet geplaatst | niet geplaatst | niet geplaatst |

Vrouwen
| Naam            | Onderdeel    | 1e run | 1e run | 2e run         | 2e run         | Totaal         | Totaal         |
| Naam            | Onderdeel    | Tijd   | Rang   | Tijd           | Rang           | Tijd           | Rang           |
| --------------- | ------------ | ------ | ------ | -------------- | -------------- | -------------- | -------------- |
| Gwyneth ten Raa | Reuzenslalom | DNF    | DNF    | niet geplaatst | niet geplaatst | niet geplaatst | niet geplaatst |
| Gwyneth ten Raa | Slalom       | DNF    | DNF    | niet geplaatst | niet geplaatst | niet geplaatst | niet geplaatst |